# Седых, Тихон Павлович
Тихон Павлович Седых (1897—1975) — генерал-майор Советской Армии, участник Гражданской, советско-финской и Великой Отечественной войны.

## Биография

Могила Седых на Лукьяновском военном кладбище Киева.

Тихон Седых родился 10 августа 1897 года в городе Болхов (ныне — Орловская область). В 1918 году он пошёл на службу в Рабоче-крестьянскую Красную Армию. Участвовал в боях Гражданской войны. После её окончания служил в подразделениях военной связи Красной Армии. Участвовал в советско-финской войне, будучи начальником связи 123-й стрелковой дивизии, за боевые заслуги был награждён своим первым орденом Красной Звезды.
С первых дней Великой Отечественной войны полковник Седых находился в действующей армии. Возглавлял оперативно-технический отдел Управления связи Калининского фронта. Несмотря на туберкулёз и хроническую нехватку материалов, он изыскивал новые провода и строительные материалы, руководил постройкой, подвеской и ремонтом линий связи. К осени 1942 года под руководством Седых было построено несколько тысяч километров линий связи, что позволило обеспечить бесперебойную связь между штабом фронта и штабами армий. Позднее Седых некоторое время служил на должности начальника оперативно-технического отдела 1-го Прибалтийского фронта.
С декабря 1943 года полковник Седых занимал должность заместителя начальника связи 2-го Прибалтийского фронта. Участвовал в освобождении Псковской области и Прибалтики. Конец войны Седых встретил в должности заместителя начальника связи Ленинградского фронта. 11 июля 1945 года ему было присвоено воинское звание генерал-майора войск связи.
После окончания войны Седых продолжил службу в Советской Армии. После увольнения в запас он проживал в Киеве. Умер 13 апреля 1975 года, похоронен на Лукьяновском военном кладбище Киева.
Был награждён орденом Ленина, тремя орденами Красного Знамени, орденами Александра Невского и Отечественной войны 1-й степени, двумя орденами Красной Звезды и рядом медалей.